# Hegereiterbrücke

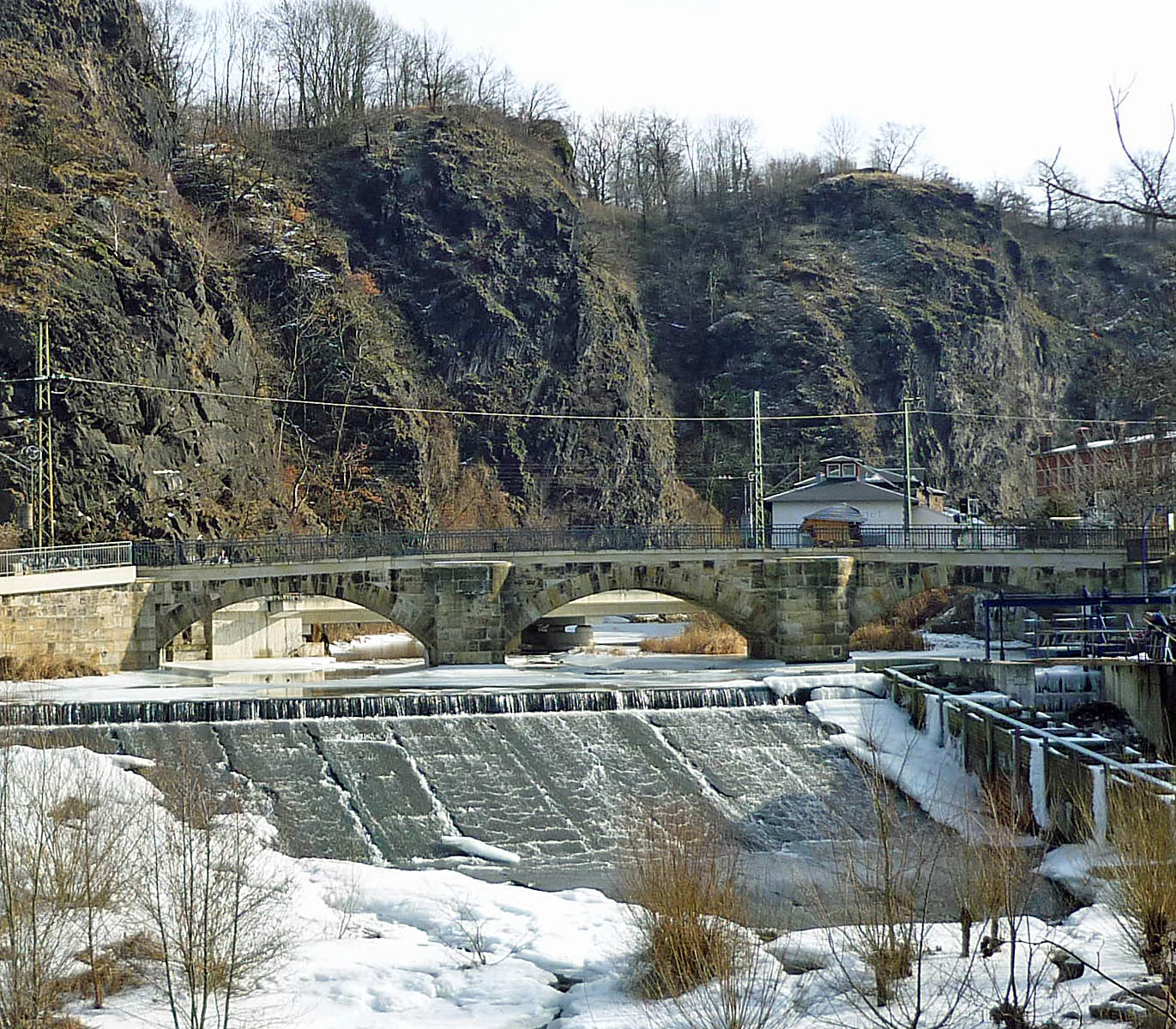
Hegereiterbrücke mit dem benachbarten Wehr

Die Hegereiterbrücke, auch Forsthausbrücke, ist eine Brücke über die Weißeritz in Dresden. Errichtet um 1780, gilt sie als älteste erhaltene Steinbogenbrücke der sächsischen Landeshauptstadt.

## Beschreibung
Die Hegereiterbrücke ist eine Sandstein-Bogenbrücke mit drei Brückenbögen. Sie ist 40 Meter lang sowie reichlich vier Meter breit und hat zwei massive Strompfeiler. Die Brücke steht unter Denkmalschutz. Die Hegereiterbrücke liegt im Plauenschen Grund, einem recht engen Teil des Weißeritztals zwischen Freital und dem südwestlichen Dresdner Stadtteil Plauen. Sie befindet sich im Abschnitt zwischen dem Felsenkeller und der Bienertmühle, unterhalb des Hohen Steins. Wenige Meter oberhalb steht eine Brücke der Bahnstrecke Dresden–Werdau über die Weißeritz, direkt unterhalb liegt das historische Weißeritzwehr der Bienertmühle. Das südliche Ende gehört zu Dölzschen, das nördliche liegt in der Gemarkung Plauen.

## Geschichte
Vermutlich schon im 14. Jahrhundert existierte an dieser Stelle eine Weißeritzquerung, wahrscheinlich zunächst in Form einer Furt. Ein Fußweg durch den Plauenschen Grund wurde 1560 erstmals erwähnt. Spätestens dann gab es wohl auch eine Holzbrücke am heutigen Standort, die erste Weißeritzbrücke im Plauenschen Grund. Sie erschloss das enge Tal und diente als Zugang zur Villa Grassi sowie zur Buschmühle. Der Name des Bauwerks bezieht sich auf den Hege-Reiter, einen berittenen Förster, der im 1722 direkt neben der Brücke errichteten Forsthaus lebte. Zunächst hieß sie Brücke am Hegereiter.

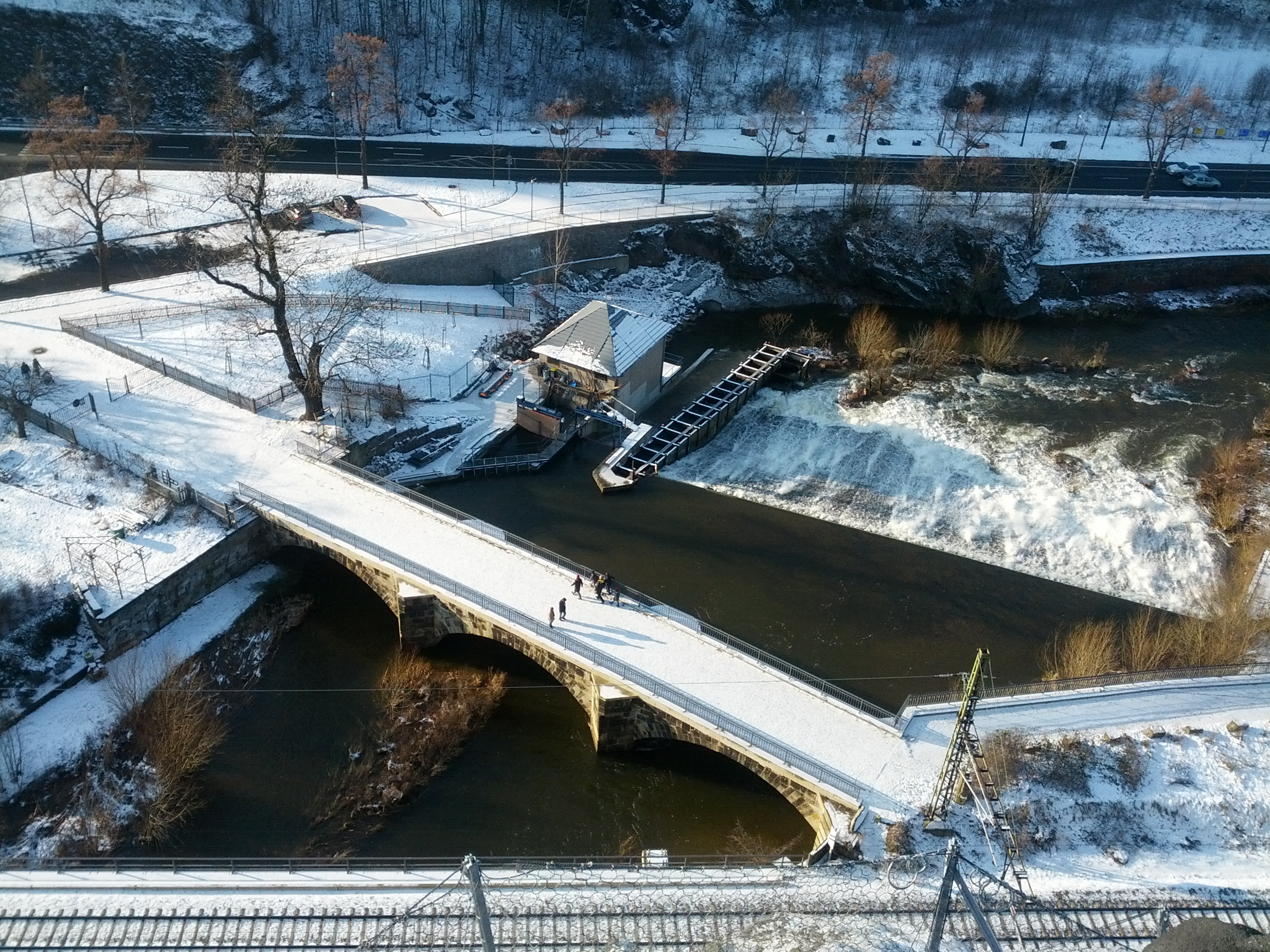
Hegereiterbrücke von einem Aussichtspunkt nahe dem Hohen Stein

Der sächsische Hof stimmte 1745 einem Antrag der Anwohner zu, eine Straße durch den Plauenschen Grund nach Potschappel zu bauen. Daraufhin legten 600 Freiberger Bergleute einen Fahrweg an, der die an der Weißeritz gelegenen Mühlen besser anbinden sollte und bald zur Poststraße erhoben wurde. Der rasant angewachsene Verkehr machte für die alte Holzbrücke einen Ersatzneubau notwendig. Von 1779 bis 1782 entstand die heutige Sandsteinbrücke, die mit separaten Gangbahnen an den Außenseiten ausgestattet war. Damit ist die Hegereiterbrücke die älteste erhaltene Steinbogenbrücke Dresdens, 70 Jahre älter als die Marienbrücke und 128 Jahre älter als die bis 1910 neugebaute Augustusbrücke. Die Baukosten betrugen 18.616 Taler.
Von 1807 bis 1809 wurde die als Dresdner Straße bezeichnete Trasse weiter ausgebaut, um die Infrastruktur für den damals anwachsenden Steinkohlebergbau im Döhlener Becken zu verbessern. Aus dem gleichen Grund baute die Albertsbahn AG von 1853 bis 1855 auch die der Brücke nahe Bahnstrecke. Ebenfalls in direkter Nachbarschaft der Brücke lag eine ergiebige Fundstelle von Fossilien der Oberkreide, die durch den Bahnbau verschüttet wurde. Gemeinsam mit dem seit 1594 bestehenden Weißeritzwehr unmittelbar flussabwärts bildete die Hegereiterbrücke ein Ensemble, das im 18. und 19. Jahrhundert ein beliebtes Motiv für Landschaftsmaler war, unter anderem für Carl Wilhelm Arldt, Johann Adolph Darnstedt, Johann Gottfried Abraham Frenzel, Anton Graff, Johann Christian Klengel, Ludwig Richter, Gustav Täubert, Johann Friedrich Wizani und Adrian Zingg.
Im Jahr 1902 wurden Gleise der Straßenbahnlinie durch den Plauenschen Grund des Dresdner Überland-Verkehrs von Löbtau nach Hainsberg über die Brücke verlegt. Zu diesem Zweck flachte man die nördliche Auffahrtsrampe deutlich ab. Auch infolge häufiger Hochwasserschäden, so u. a. 1897, waren an der Brücke und ihren Zufahrten immer wieder Bauarbeiten nötig. Dadurch erhöhte sich der Straßenbelag im Bereich der Brücke immer mehr, so dass die niedrigen seitlichen Begrenzungswände bald kaum mehr über die Fahrbahn hinausragten.
Im Jahr 1921 wurde die alte Landstraße, mittlerweile als Tharandter Straße bezeichnet, und mit ihr die Straßenbahntrasse auf die linke Talseite verlegt und führte fortan nicht mehr über die Hegereiterbrücke. Deren Bedeutung ging damit rapide zurück; fortan diente sie vorwiegend als Zugang zum Hegereiterhaus. Nachdem es 1965 abgerissen worden war, verfiel die Brücke, bis sie schließlich nicht mehr nutzbar war. Dass sie beim Hochwasser 2002 weiteren Schaden genommen hatte, machte ihre Instandsetzung immer dringlicher. Im Jahr 2006 wurde die Hegereiterbrücke dann denkmalgerecht saniert und am 25. März 2007 als Teil des Bienert-Wanderwegs wiedereingeweiht.

## Hegereiterbrücke auf Gemälden und Zeichnungen

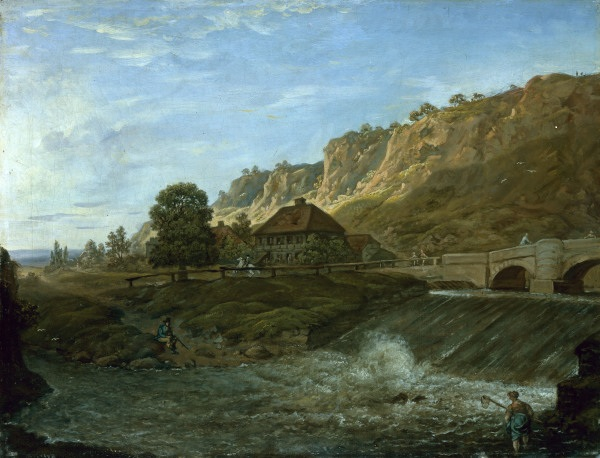
Anton Graff (1736–1813): „Plauenscher Grund bei Dresden am Abend“, um 1800
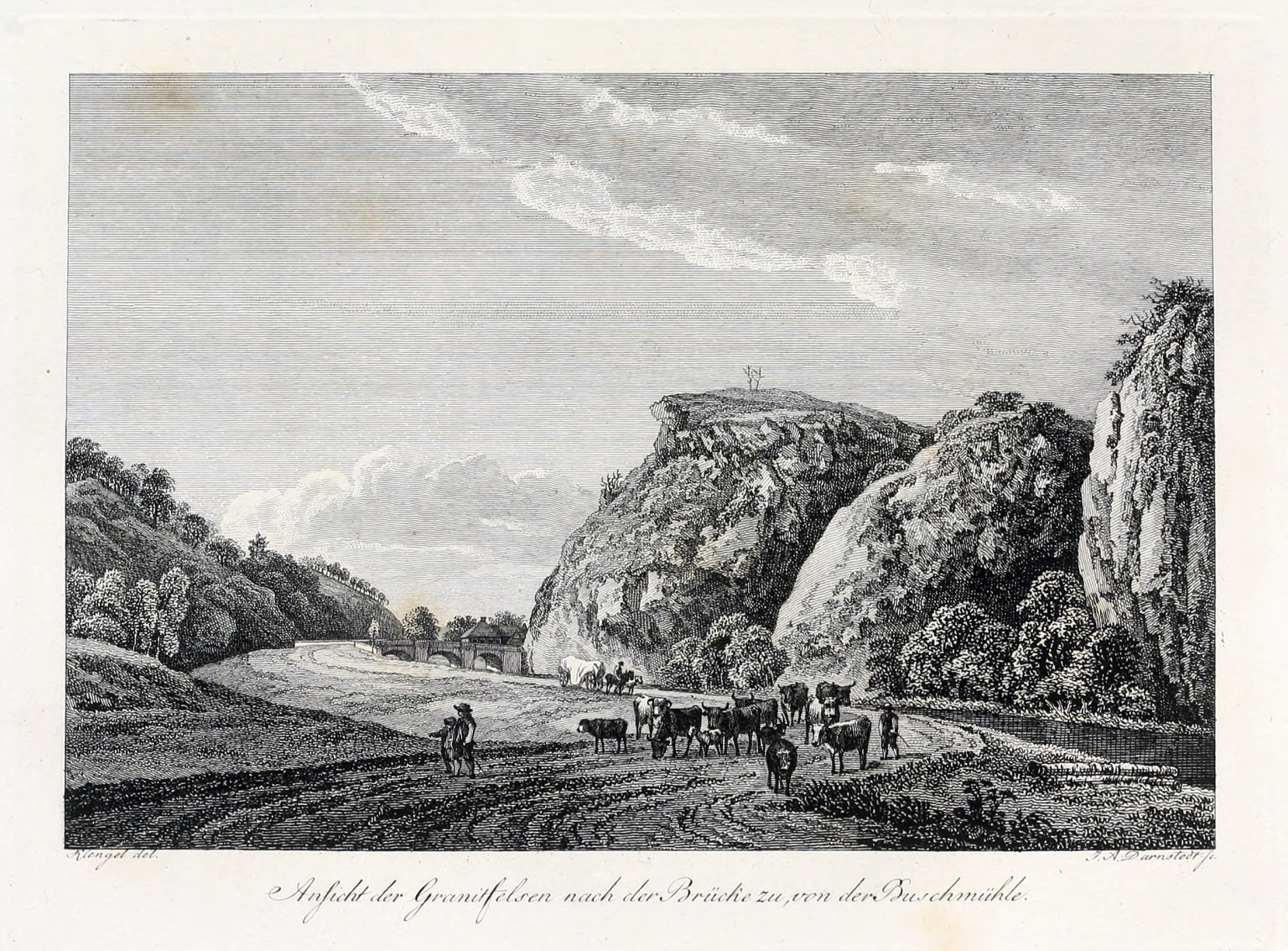
Johann Adolph Darnstedt: „Ansicht der Granitfelsen nach der Brücke zu/von der Buschmühle“, 1799
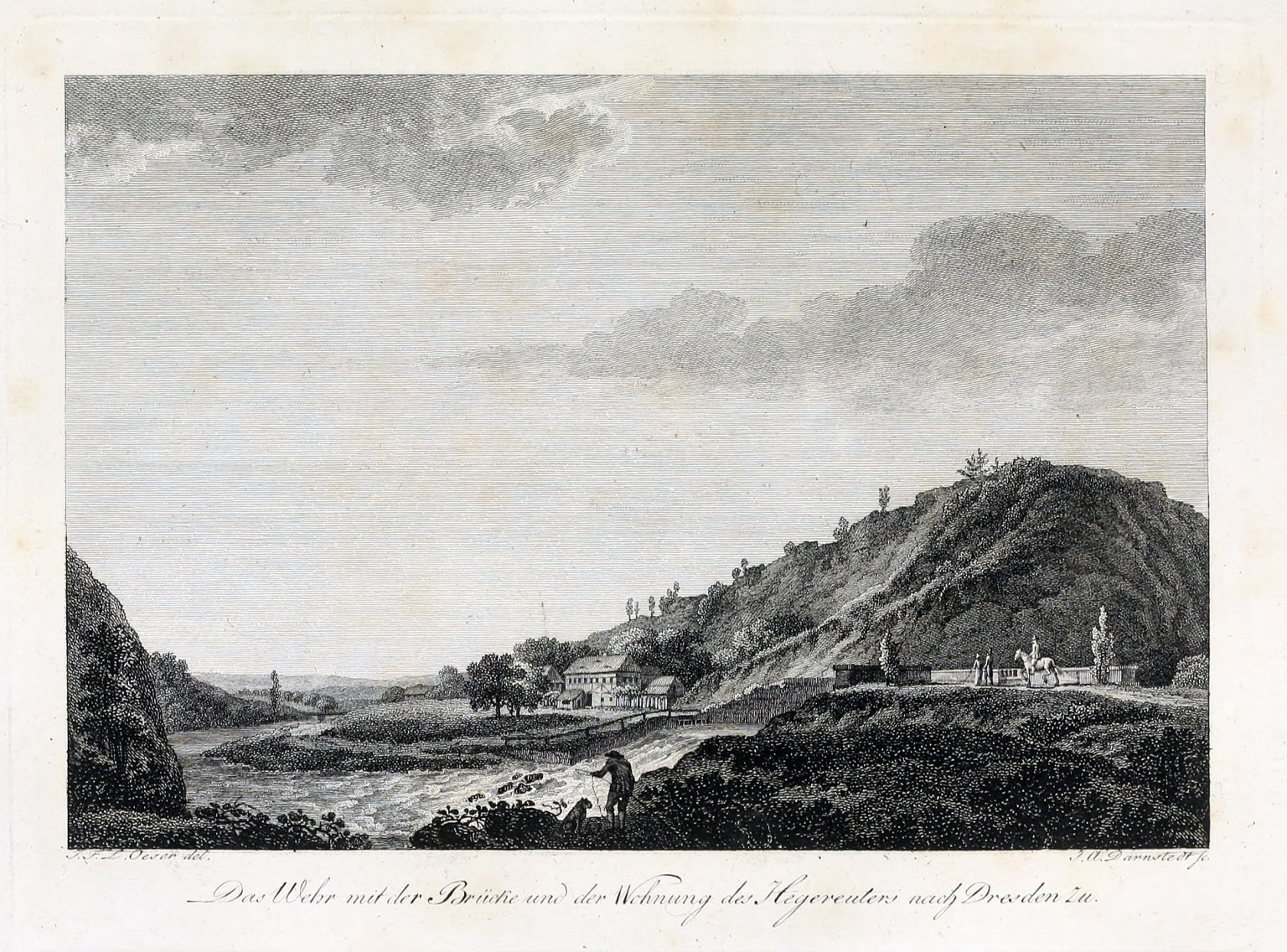
Johann Adolph Darnstedt: „Das Wehr mit der Brücke und der Wohnung des Hegereuters nach Dresden zu“, 1799
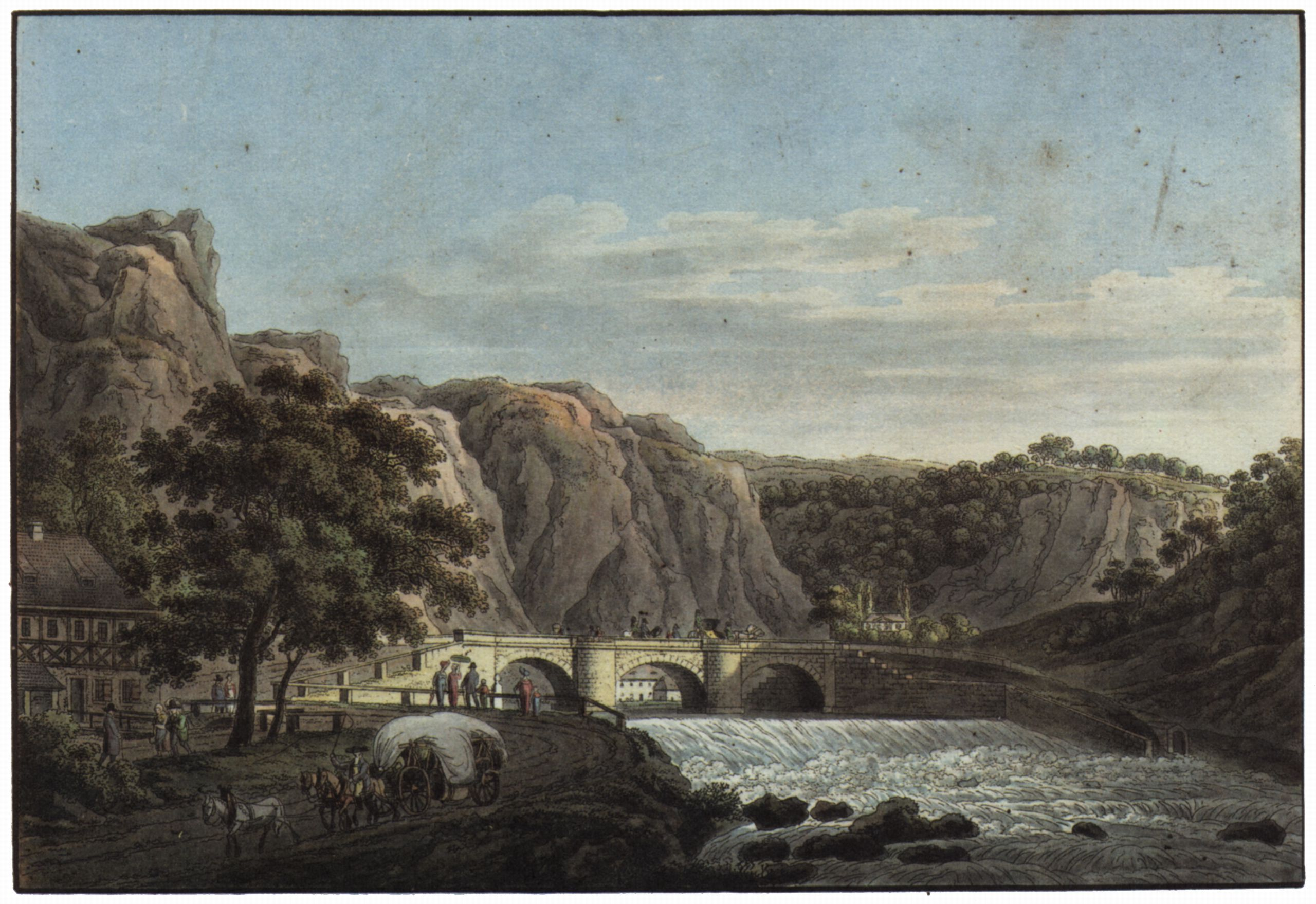
Ansicht des Plauenschen Grunds, unbekannter Künstler, um 1850